# Protekce
Protekce, vlastně původním významem ochrana, je zvýhodňování, upřednostňování vybraných, tj. příbuzných, osobních známých i jen sympatických „chráněných“ osob (zvaných protežé, z fr.). při poskytování služeb a rozhodování úřadů, které mají být k dispozici na principu rovnosti. Zejména bývá nežádoucí součástí veřejných (státních, krajských a obecních) úřadů a institucí, ale vyskytuje se podobně i v soukromém sektoru. Ten, kdo protekci poskytuje (někoho „protežuje“), bývá nazýván protektor.
Její zvláštní formou je nepotismus, obsazování výkonných funkcí spřízněnými osobami, zvláště příbuznými, případně i přáteli.
Protekce může být přímá i nepřímá, zprostředkovaná přes třetí osobu. Typickým příkladem může být získání určitého postu pro protežovaného jednotlivce nebo lukrativní zakázky pro spřízněnou firmu. Protekce brání tomu, aby se na dané pozice dostali kandidáti s těmi nejlepšími předpoklady a kvalifikacemi. V případě obsazování postů protežovanými kandidáty má protekce za následky de facto všechna jejich špatná rozhodnutí. V případě protekce zakázek firem působí proti přirozené konkurenci. U veřejných zakázek existují jistá právní opatření, které protekci do určité míry zabraňují (například povinné zohlednění ceny u konkurenčních nabídek).